# Gran Premio de Austria de Motociclismo de 1982
El Gran Premio de Austria de Motociclismo de 1982 fue la segunda prueba de la temporada 1982 del Campeonato Mundial de Motociclismo. El Gran Premio se disputó el 2 de mayo de 1982 en el circuito de Salzburgring.

## Resultados 500cc
Primera victoria en el Mundial para el italiano Franco Uncini que con su Suzuki entró por delante de las dos Yamaha oficiales del británico Barry Sheene y del estadounidense Kenny Roberts.
| Pos.     | Piloto             | Equipo     | Tiempo      | Pts. |
| -------- | ------------------ | ---------- | ----------- | ---- |
| 1        | Franco Uncini      | Suzuki     | 39:47.20    | 15   |
| 2        | Barry Sheene       | Yamaha     | +4,93       | 12   |
| 3        | Kenny Roberts      | Yamaha     | +18,62      | 10   |
| 4        | Graeme Crosby      | Yamaha     | +21,21      | 8    |
| 5        | Boet van Dulmen    | Suzuki     | +40,22      | 6    |
| 6        | Seppo Rossi        | Suzuki     | +1:10.86    | 5    |
| 7        | Randy Mamola       | Suzuki     | +1:30.56    | 4    |
| 8        | Leandro Becheroni  | Suzuki     | + 1 Vuelta  | 3    |
| 9        | Takazumi Katayama  | Honda      | + 1 Vuelta  | 2    |
| 10       | Andreas Hofmann    | Suzuki     | + 1 Vuelta  | 1    |
| 11       | Guido Paci         | Yamaha     | + 1 Vuelta  |      |
| 12       | Jon Ekerold        | Suzuki     | + 1 Vuelta  |      |
| 13       | Philippe Coulon    | Suzuki     | + 1 Vuelta  |      |
| 14       | Graziano Rossi     | Yamaha     | + 1 Vuelta  |      |
| 15       | Reinhold Roth      | Suzuki     | + 1 Vuelta  |      |
| 16       | Steve Parrish      | Yamaha     | + 1 Vuelta  |      |
| 17       | Virginio Ferrari   | Suzuki     | + 2 Vueltas |      |
| 18       | Josef Ragginger    | Suzuki     | + 2 Vueltas |      |
| 19       | Hans Steinhögl     | Suzuki     | + 2 Vueltas |      |
| Ret      | Chris Guy          | Suzuki     | Ret         |      |
| Ret      | Kork Ballington    | Kawasaki   | Ret         |      |
| Ret      | Walter Migliorati  | Suzuki     | Ret         |      |
| Ret      | Keith Huewen       | Suzuki     | Ret         |      |
| Ret      | Bernard Fau        | Suzuki     | Ret         |      |
| Ret      | Josef Hage         | Suzuki     | Ret         |      |
| Ret      | Stu Avant          | Suzuki     | Ret         |      |
| Ret      | Jack Middelburg    | Suzuki     | Ret         |      |
| Ret      | Sergio Pellandini  | Suzuki     | Ret         |      |
| Ret      | Marco Lucchinelli  | Honda      | Ret         |      |
| Ret      | Gustav Reiner      | Suzuki     | Ret         |      |
| Ret      | Peter Sjöström     | Suzuki     | Ret         |      |
| Ret      | Peter Looijesteijn | Suzuki     | Ret         |      |
| Ret      | Giovanni Pelletier | Morbidelli | Ret         |      |
| Ret      | Michel Frutschi    | Sanvenero  | Ret         |      |
| Ret      | Fritz Kerschbaumer | Yamaha     | Ret         |      |
| Ret      | Marco Papa         | Suzuki     | Ret         |      |
| Ret      | Marc Fontan        | Yamaha     | Ret         |      |
| Ret      | Freddie Spencer    | Honda      | Ret         |      |
| Ret      | Loris Reggiani     | Suzuki     | Ret         |      |
| Sources: |                    |            |             |      |

## Resultados 350cc
Segunda victoria en el Mundial (primera en esta categoría) para el piloto francés Éric Saul que venció al vigente campeón, el alemán Anton Mang y al también francés Patrick Fernandez.
Después de las dos primeras pruebas disputadas, en la cabeza de la clasificación se encuentra el propio Saul por delante del venezolano Carlos Lavado y Mang.
| Pos. | Piloto              | Moto       | Tiempo   | Pts. |
| ---- | ------------------- | ---------- | -------- | ---- |
| 1    | Éric Saul           | Chevallier | 37.26.57 | 15   |
| 2    | Anton Mang          | Kawasaki   | 37.26.79 | 12   |
| 3    | Patrick Fernandez   | Yamaha     | 37.27.74 | 10   |
| 4    | Siegfried Minich    | Rotax      | 37.27.84 | 8    |
| 5    | Jacques Cornu       | Yamaha     | 37.51.91 | 6    |
| 6    | Alan North          | Yamaha     | 37.54.12 | 5    |
| 7    | Wolfgang von Muralt | Yamaha     | 37.54.79 | 4    |
| 8    | Tony Rogers         | Armstrong  | 37.55.11 | 3    |
| 9    | Jeffrey Sayle       | Armstrong  | 37.55.50 | 2    |
| 10   | Donnie Robinson     | Yamaha     | 38.17.51 | 1    |
| 11   | Massimo Matteoni    | Yamaha     | 38.18.72 |      |
| 12   | Tony Head           | Armstrong  | 38.18.98 |      |
| 13   | Reino Eskelinen     | Yamaha     | 38.19.66 |      |
| 14   | Graeme McGregor     | Yamaha     | 38.20.15 |      |
| 15   | Karl-Thomas Grässel | Yamaha     | 38.20.56 |      |
| 16   | Franz Kaserer       | Yamaha     | 38.46.58 |      |
| 17   | Josef Hutter        | Yamaha     | 38.46.99 |      |
| 18   | Edwin Weibel        | Yamaha     | 1 Vuelta |      |
| 19   | Peter Looijesteijn  | Yamaha     | 1 Vuelta |      |
| 20   | Harald Eckl         | Yamaha     | 1 Vuelta |      |
| 21   | Edoardo Alemán      | Yamaha     | 1 Vuelta |      |
| Ret  | Didier de Radiguès  | Chevallier | Ret      |      |
| Ret  | Gustav Reiner       | Yamaha     | Ret      |      |
| Ret  | Christian Sarron    | Yamaha     | Ret      |      |
| Ret  | Roger Sibille       | Yamaha     | Ret      |      |
| Ret  | Carlos Lavado       | Yamaha     | Ret      |      |
| Ret  | Pekka Nurmi         | Yamaha     | Ret      |      |
| Ret  | Jean-François Baldé | Kawasaki   | Ret      |      |
| Ret  | Mar Schouten        | Yamaha     | Ret      |      |
| Ret  | René Delaby         | Yamaha     | Ret      |      |
| Ret  | Jose De Faveri      | Yamaha     | Ret      |      |
| Ret  | Bengt Elgh          | Yamaha     | Ret      |      |
| Ret  | Herbert Hauf        | Seufert    | Ret      |      |
| Ret  | Bruno Lüscher       | Yamaha     | Ret      |      |
| Ret  | Svend Anderson      | Yamaha     | Ret      |      |
| Ret  | Hans Hansebraten    | HGH        | Ret      |      |

## Resultados 125cc
Segunda victoria consecutiva en el campeonato para el para el español Ángel Nieto que consolida su liderazgo en la clasificación. El austríaco August Auinger y el italiano Pier Paolo Bianchi fueron segundo y tercero respectivamente.
| Pos. | Piloto                 | Moto       | Tiempo     | Pts. |
| ---- | ---------------------- | ---------- | ---------- | ---- |
| 1    | Ángel Nieto            | Garelli    | 34.28.00   | 15   |
| 2    | August Auinger         | MBA        | 34.29.89   | 12   |
| 3    | Pier Paolo Bianchi     | Sanvenero  | 34.31.32   | 10   |
| 4    | Hans Müller            | MBA        | 34.49.26   | 8    |
| 5    | Pierluigi Aldrovandi   | MBA        | 35.15.85   | 6    |
| 6    | Hans-Jürgen Hummel     | Sachs      | 35.41.23   | 5    |
| 7    | Erich Klein            | MBA        | 35.49.22   | 4    |
| 8    | Helmut Lichtenberg     | MBA        | 35.49.57   | 3    |
| 9    | Alfred Waibel          | MBA        | 35.49.91   | 2    |
| 10   | Maurizio Vitali        | MBA        | 35.50.10   | 1    |
| 11   | Olivier Liégeois       | Sanvenero  | 35.50.43   |      |
| 12   | Matti Kinnunen         | MBA        | 35.51.28   |      |
| 13   | Peter Sommer           | MBA        | 35.51.54   |      |
| 14   | Theo Timmer            | MBA        | 35.51.85   |      |
| 15   | Johnny Wickström       | MBA        | 35.52.02   |      |
| 16   | Hugo Vignetti          | Sanvenero  | 35.52.44   |      |
| 17   | Alex Bedford           | MBA        | + 1 Vuelta |      |
| 18   | Robert Bauer           | MBA        | + 1 Vuelta |      |
| 19   | Lucio Pietroniro       | MBA        | + 1 Vuelta |      |
| 20   | Werner Schmied         | MBA        | + 1 Vuelta |      |
| 21   | Thomas Møller-Pedersen | MBA        | + 1 Vuelta |      |
| 22   | Heinz Pristavnik       | Morbidelli | + 1 Vuelta |      |
| Ret  | Eugenio Lazzarini      | Garelli    | Ret        |      |
| Ret  | Ricardo Tormo          | Sanvenero  | Ret        |      |
| Ret  | Henk van Kessel        | MBA        | Ret        |      |
| Ret  | Stefan Dörflinger      | Morbidelli | Ret        |      |
| Ret  | Willy Pérez            | MBA        | Ret        |      |
| Ret  | Bruno Kneubühler       | MBA        | Ret        |      |
| Ret  | Joe Genoud             | MBA        | Ret        |      |
| Ret  | Gerhard Waibel         | MBA        | Ret        |      |
| Ret  | Iván Palazzese         | MBA        | Ret        |      |
| Ret  | János Drapál           | Bartol     | Ret        |      |
| Ret  | Per Larsen             | MBA        | Ret        |      |
| Ret  | Jan Eggens             | EGA        | Ret        |      |
| Ret  | Alojz Pavlič           | MBA        | Ret        |      |
| Ret  | Andrés Sánchez         | MBA        | Ret        |      |
| Ret  | Per-Edvard Carlsson    | MBA        | Ret        |      |
| DNQ  | Hagen Klein            | Sanvenero  | DNQ        |      |
| DNQ  | Jean-Claude Selini     | MBA        | DNQ        |      |
| DNQ  | Günter Leitner         | Morbidelli | DNQ        |      |